# Драго Янчар
Драго Янчар (роден на 13 април 1948 г. в Марибор) е сред най-известните и превеждани словенски писатели от втората половина на ХХ век.

## Биография
Драго Янчар е роден в семейство на партизанин в Марибор. След завършването на техникум по химия в Руше записва право във Висшето правно училище в Марибор, където става редактор на студентския вестник „Катедра“ и скоро влиза в конфликт с комунистическата власт заради критическите си текстове спрямо управляващия режим.
През 1974 г. е арестуван от югославските власти по обвинения в „разпространение на вражеска култура“, като формален повод за ареста му е забранената книга на Бранко Рожман – „В Рог лежим мъртви“, която Янчар внася през Австрия и разпространява сред приятелите си. В книгата се описват масовите убийства на „врагове на народа“, извършени от режима на Тито през май 1945 г. Янчар е лишен от свобода за 1 година, но след излежаване на първите 3 месеца е освободен, след което е изпратен в казарма в Сърбия, където тормозът срещу него продължава.
След отбиването на военната си служба Янчар решава да се посвети на писане и оттогава започва и възходящата линия в писателската му кариера. След като пристига в Любляна, където след няколко години става редактор в „Словенска матица“, влиза в средите на писатели, артисти и интелектуалци, известни с негативното си отношение към комунистическия режим, сред които Едвард Коцбек, Дане Зайц, Томаж Шаламун, Борис Пахор и други.
Първоначално Янчар няма възможност да публикува книгите си в Словения, но след поразхлабването на режима след смъртта на Тито най-напред придобива известност като театрален драматург и филмов сценарист, а от 80-те години на ХХ век и като един от най-талантливите съвременни словенски белетристи не само в границите на бивша Югославия, а и в Средна Европа, Испания и Италия.
В периода 1987 – 1991 Янчар е президент на словенския П.Е.Н. център, а през 1988, по време на скандалния арест на тримата журналисти от вестник „Младина“ – Янез Янша (председател на Словенската демократична партия от 1993 и премиер на Словения през 2004 – 2008 и от 2012 г.), Давид Тасич и Франци Заврл и на югославския армейски младши лейтенант Иван Борщнер, обвинени в изнасяне на военна тайна, заедно с други демократично настроени интелектуалци организира първия демократичен протестен митинг след 1945 г. в Словения на Конгресния площад в Любляна.
В края на 90-те години заедно с историка Васко Симонити Янчар поставя изложбата „Тъмната страна на луната“, която представя потъпкването на човешките права в Словения по време на комунистическия режим.
Въпреки че Янчар не се включва директно в политиката, той демонстрира открито подкрепата си за Словенската демократична партия на изборите през 2000 и 2004 г., което обаче не му пречи да изразява скептицизма си по време на словенската евроинтеграция, както и опасенията си заради всевъзможните последствия от налаганата „политическа коректност“ в либералните медии, които нерядко провокират подбуждане на ксенофобия и антикатолицизъм. Знакови по тази тема са есетата му „Египетски казани с месо“ (1994) и „Ксенос и ксенофобия“ (2000).

## Произведения

### Романи
- 35 градуса (1974)
- Галиот (1978)
- Северно сияние (1984)
- Погледът на ангела (1992)
- Звънтеж в главата (1998) (на български: София, „Стигмати“ 2003, превод Ганчо Савов)
- Катарина, паунът и йезуитът (2000)
- Градителят (2006) (на български: София, „Балкани“ 2012, превод Ганчо Савов)
- Дърво без име (2008)
- Тази нощ я видях (2010) (на български: София, „Алтера“ 2013, превод Людмил Димитров)
- Май, ноември (2014)
- И любовта също (2017) (на български: София, „Матком“ 2019, превод Ганчо Савов)

### Драми
- Дисидентът Арнож и неговите хора (1982)
- Големият брилянтен валс (1985)
- Всички мамелюкски тирани имат лош край... (1986)
- Дедал (1988)
- Падението на Клемент (1988)
- Дебнейки Годо (1988) (на български: София, „Факел“ 2014, превод Людмил Димитров)
- Халщат (1994)
- Северно сияние (2005)

### Есета
- Счупено гърне (1992)
- Египетски казани с месо (1994)
- Бриони (2002)
- Душата на Европа (2006)

## Награди и отличия
Произведенията на Драго Янчар са публикувани в редица държави в Европа, Азия и Америка и са отличавани с многобройни словенски и чуждестранни награди, сред които: Прешернова награда (1993), Европейската награда за най-добър кратък разказ (Аугсбург, 1994), Хердерова награда за литература (2003), наградата за европейска есеистика „Жан Амери“ (2007) и Австрийската държавна награда за европейска литература (2020).